# Броме, Лотта
Шарлотта «Лотта» Броме (родилась 18 декабря 1964 года) шведская ведущая на радио и телевидении. Броме была ведущей рождественских передач на канале SVT, стала победительницей шоу «På spåret», а также вела разнообразные шоу на шведском радио.

## Ранние годы
Лотта родилась в городе Шёвде, Швеция. В возрасте 10-и лет Лотта ездила в различные дома престарелых и играла на пианино. Она не единственная медийная личность в своей семье, ее мать — известная артистка ревю в Скаре, а ее сестра поет в джаз-бэнде.

## Карьера
Броме была участницей поп-группы вместе с Анной Леной Брандин, они также писали тексты песен для такой певицы, как Ширли Кламп. В 2009 году Броме вместе с Джульетт Льюис и Стелланом Скарсгардом озвучивала анимационный фильм «Метропия».
Броме начала свою карьеру на радио в качестве ведущей на радиостанции Вестра-Гёталанд. Лотта Броме много лет работала на шведском радио в качестве ведущей таких шоу, как «Sommartoppen», «Efter tre», «På gränsen» и «Klang & Co». А также представляла спортивные новости на шоу «Radiosporten». Ранее она работала на местном утреннем шоу на радиостанции «P5 Radio Stockholm». С февраля 2008 года она была ведущей шоу «P4 Extra» на шведской радиостанции «P4». Также она вела шоу «Söndagsöppet» вплоть до его отмены из эфира. В 2003 году она вела рождественское шоу на телеканале SVT, она была первой кто сменил ушедшего на пенсию Арне Вайзе. Вместе с Карлом Яном Гранквистом она принимала участие в телевизионном развлекательном шоу "På spåret ", где пара выиграла сезон 1998 года.
Семь лет подряд Лотта одерживала победу в номинации «самая популярная ведущая года среди женщин». В 2011 году Броме была назначена послом Филипстада.
В 2016 году она была комментатором музыкального конкурса Евровидение на шведском телевидении.
В ноябре 2017 года Лотта Броме оставила работу на шведском радио и стала ведущей программы «P4 Extra». Это произошло после того, как несколько женщин, с которыми она работала, обвинили ее в сексуальных домогательствах.

## Личная жизнь
У Лотты Броме есть дочь по имени Бонни, родившаяся в 2006 году в паре с ее бывшей девушкой Джессикой Карлсон. Отец девочки — телеведущий Хенрик Олссон. Броме разделила опеку над дочерью вместе с Олсоном и Карлсон.
С 2008 года Лотта Броме официально состоит в отношениях с Камиллой Берг.